# リチャード・ウィンフィールド (第6代ポーズコート子爵)
第6代ポーズコート子爵リチャード・ウィンフィールド（Richard Wingfield, 6th Viscount Powerscourt、1815年1月18日 – 1844年8月11日）は、イギリスの政治家、アイルランド貴族。保守党に属し、庶民院議員を務めた。

## 生涯
第5代ポーズコート子爵リチャード・ウィンフィールドと1人目の妻フランシス・セオドシア（1795年8月10日 – 1820年5月10日、第2代ローデン伯爵ロバート・ジョスリンの娘）の息子として、1815年1月18日に生まれ、ポーズコートで洗礼を受けた。1823年8月9日に父が死去すると、ポーズコート子爵位を継承した。1833年2月12日、オックスフォード大学クライスト・チャーチに入学した。
1837年イギリス総選挙で保守党候補としてバース選挙区から出馬、1,087票を得てトップ当選した。しかし1841年イギリス総選挙では926票（得票数4位）しか得られずに落選、議員歴は1期で終わった。
1844年8月11日にロチェスターのクラウン・ホテル（Crown Hotel）で死去、20日にポーズコートで埋葬された。長男マーヴィン・エドワードが爵位を継承した。

## 家族
1836年1月20日、エリザベス・フランシス・シャーロット・ジョスリン（Elizabeth Frances Charlotte Jocelyn、1813年12月13日 – 1884年9月2日、第3代ローデン伯爵ロバート・ジョスリンの娘）と結婚、3男をもうけた。
- マーヴィン・エドワード（1836年10月13日 – 1904年6月5日） - 第7代ポーズコート子爵、初代ポーズコート男爵[1]
- モーリス・リチャード（1839年1月13日 – 1866年2月14日） - 1865年7月11日、メアリー・アグネス・ブロック（Mary Agnes Block、1875年4月6日没、ジェームズ・ブロックの娘）と結婚[4]
- ルイス・ストレンジ（英語版）（1842年2月25日 – 1891年11月12日） - 旅行家、作家、画家。1868年6月16日、セシリア・エミリー・エマ・フィッツパトリック（Cecilia Emily Emma FitzPatrick、1918年11月3日没、初代カースルタウン男爵ジョン・フィッツパトリックの娘）と結婚[4]

エリザベスは第6代ポーズコート子爵の死から2年後、第4代ロンドンデリー侯爵フレデリック・ステュアートと再婚した。